# Referendo sobre a independência da Macedônia em 1991

Declaração aprovada pela Assembleia da República da Macedônia sobre os resultados do referendo de 8 de setembro de 1991, quando 96,4% dos cidadãos votaram por um estado macedônio independente.

O referendo sobre a independência da Macedônia foi um referendo realizado na República Socialista da Macedônia em 8 de setembro de 1991, acerca da independência do país em relação à República Federal Socialista da Iugoslávia.
A votação, marcada pelo boicote dos albaneses macedônios, resultou em uma grande maioria a favor da independência. Foi aprovada por 96,4% dos votos, com uma participação de 75,7%. 

## Resultados
| Opção                             | Votos     | %    |
| --------------------------------- | --------- | ---- |
| Favorável                         | 1.079.308 | 96.4 |
| Contrário                         | 39.639    | 3.6  |
| Votos inválidos / em branco       | 13.648    | –    |
| Total                             | 1.132.595 | 100  |
| Eleitores registrados / afluência | 1.495.807 | 75.7 |
| Fonte: Nohlen & Stöver            |           |      |